# Frankenweide
Die Frankenweide ist eine Mittelgebirgslandschaft in Rheinland-Pfalz. Sie bildet in der Pfalz den zentralen Teil des Pfälzerwalds mit Berghöhen bis 610 m ü. NHN. In das heutige Gebiet der Frankenweide teilen sich die Landkreise Bad Dürkheim (Nordostteil), Kaiserslautern (Nordwestteil) und Südwestpfalz (Südteil).

## Geographie

### Lage und Grenzen

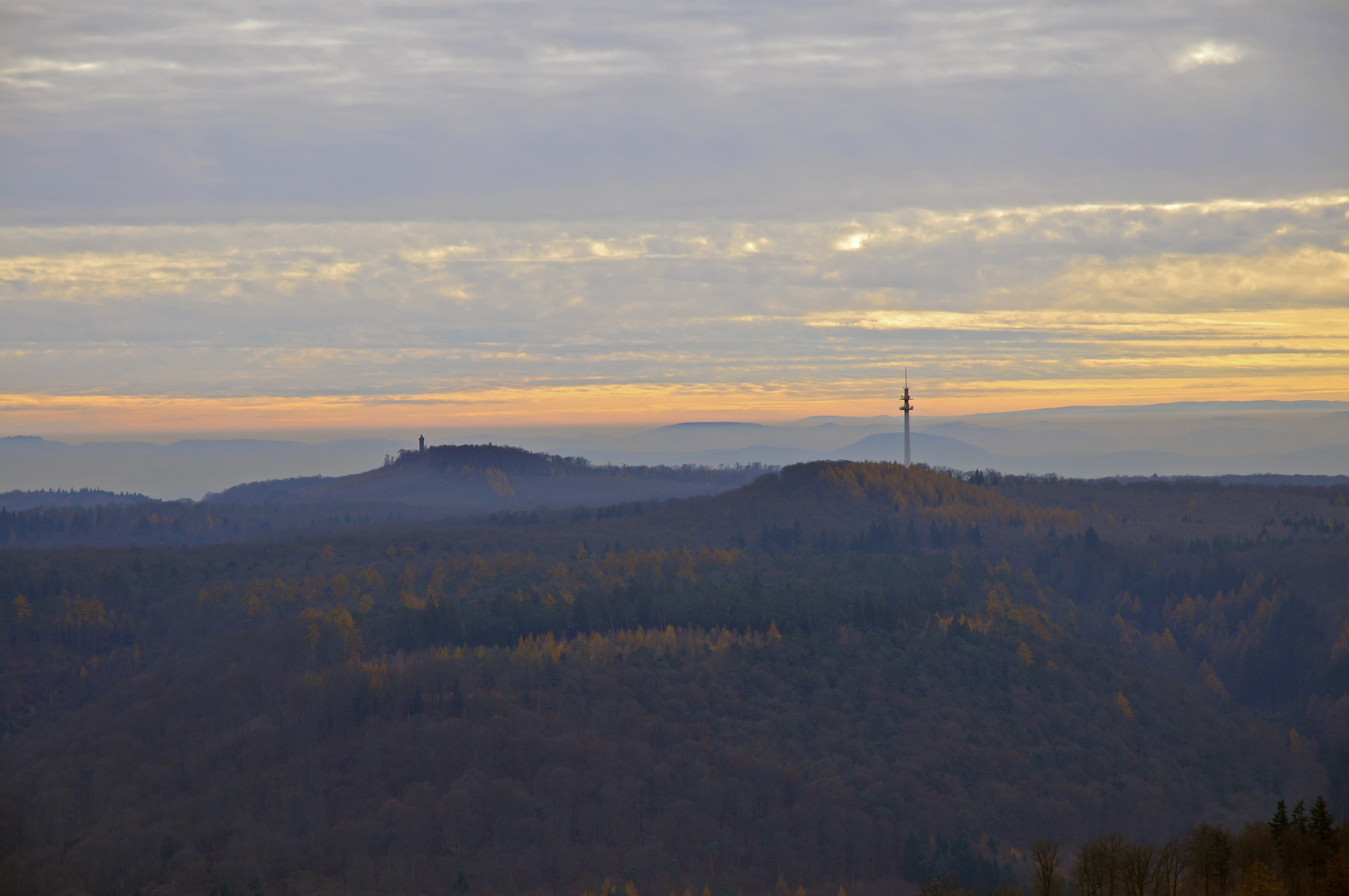
Zwei der höchsten Gipfel: Weißenberg (609,9 m, links hinten) und Hortenkopf (606,2 m)

Die Frankenweide ist ein geschlossenes Waldgebiet von heute gut 200 km² Fläche. Sie besteht im Wesentlichen aus einer auf etwa 380 bis 450 m gelegenen Hochfläche, die von Süd nach Nord kontinuierlich abfällt. Aus dem Plateau, das von tief eingeschnittenen Tälern eingerahmt wird, ragen einzelne Berggipfel heraus, die bis 610 m Höhe erreichen.
Im Süden wird die Frankenweide durch das Tal der Queich begrenzt, im Osten durch das des Wellbachs und seine gedachte Verlängerung nach Norden. Dort schließt sich der Reichswald von Kaiserslautern an. Im Nordwesten bildet die Aue der Moosalbe die Begrenzung, im Südwesten das Gräfensteiner Land.
Von Nord nach Süd wird das Gebiet in die Untere Frankenweide mit der Gemeinde Waldleiningen, die Mittlere Frankenweide mit dem Eschkopf und die Obere Frankenweide um den zu Wilgartswiesen gehörenden Weiler Hermersbergerhof eingeteilt.

### Erhebungen
In der Mittleren und Oberen Frankenweide liegen die vier höchsten Erhebungen, die sämtlich mehr als 600 m aufragen: der Eschkopf (608,3 m), der Mosisberg (etwa 610 m), der Hortenkopf (606,2 m) sowie der Weißenberg (609,9 m). In einer hochgelegenen Mulde südöstlich des Mosisberg-Gipfels gab es früher ein Hochmoor (Hochmoor), das Mosisbruch. Es wurde durch den in seinem Zentrum entspringenden, knapp 800 m langen Bach vom Saukopf versorgt, der dann von rechts in den oberen Wellbach mündet, einen linken Zufluss der Queich.

### Gewässer

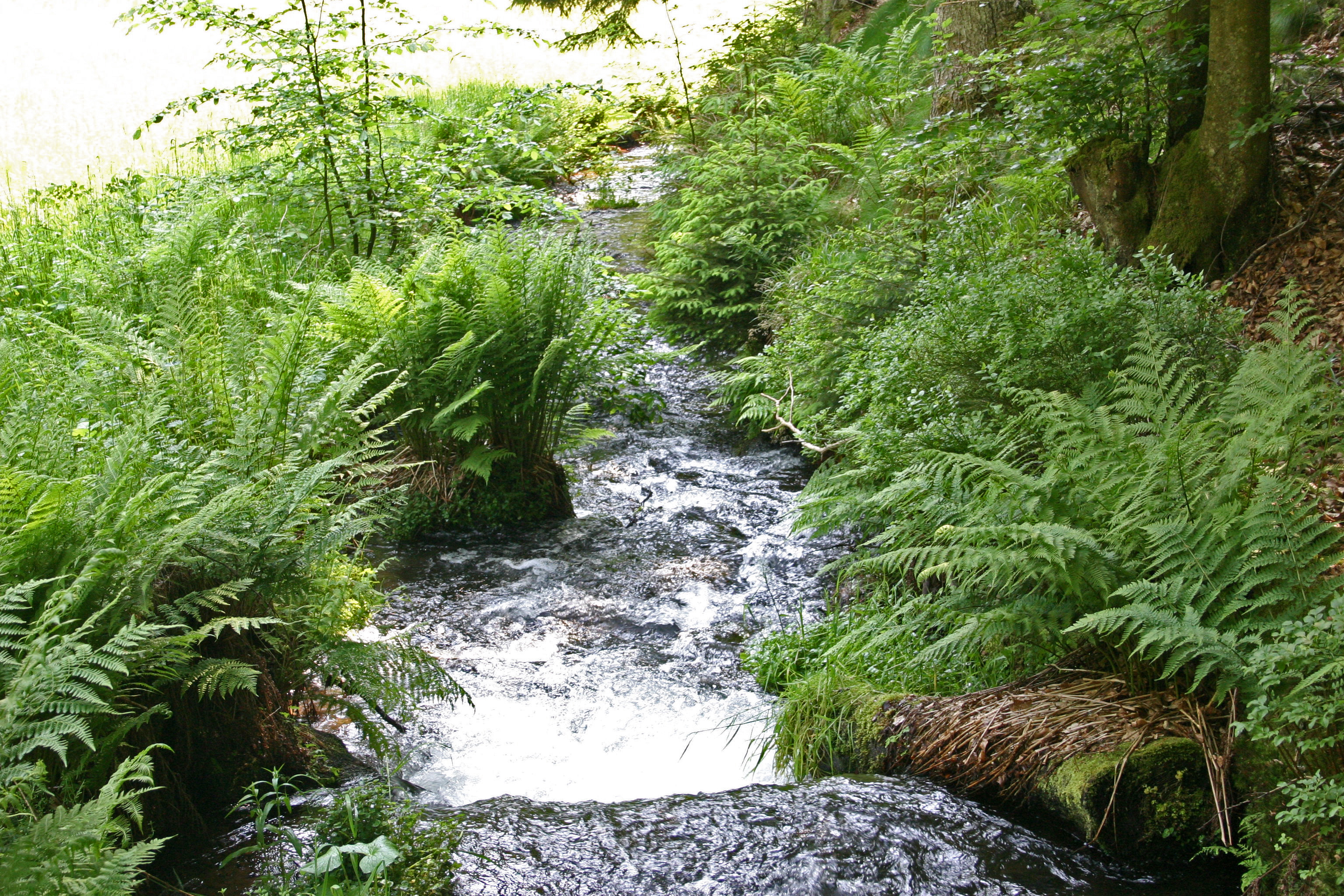
Speyerbach-Oberlauf Erlenbach

Drei der vier großen Flusssysteme der Pfalz haben ihren Ursprung im Bereich der Frankenweide. Direkt zum Rheinabschnitt Oberrhein im Osten fließen die Lauter, die hier am Oberlauf Wieslauter genannt wird, und der Speyerbach, während der Schwarzbach seinen Weg nach Westen und dann über Blies, Saar und Mosel zum Rheinabschnitt Mittelrhein nimmt.
Durch die Frankenweide verläuft die Pfälzische Hauptwasserscheide zwischen Rhein und Mosel. Anfangs ist sie etwa von Nord nach Süd gerichtet und überquert nacheinander Eschkopf, Mosisberg und Hortenkopf. Von dort aus wendet sie sich nach Südwesten in Richtung der Burg Gräfenstein, so dass der Weißenberg nicht mehr auf der Wasserscheide liegt.

## Geschichte

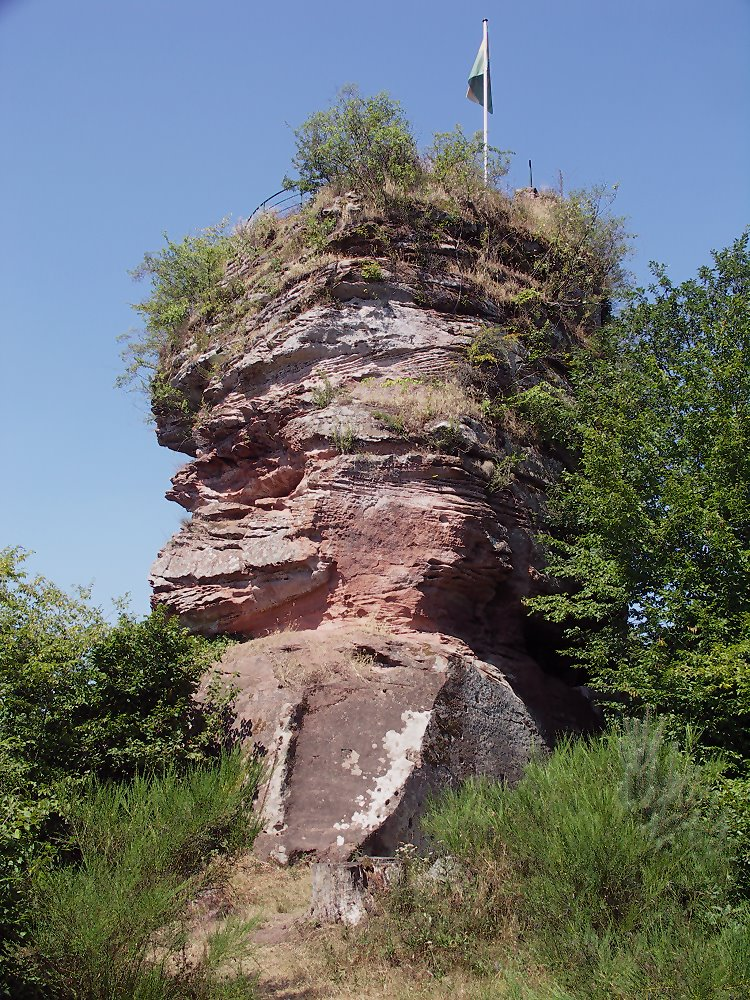
Einst Verwaltungssitz: die Falkenburg

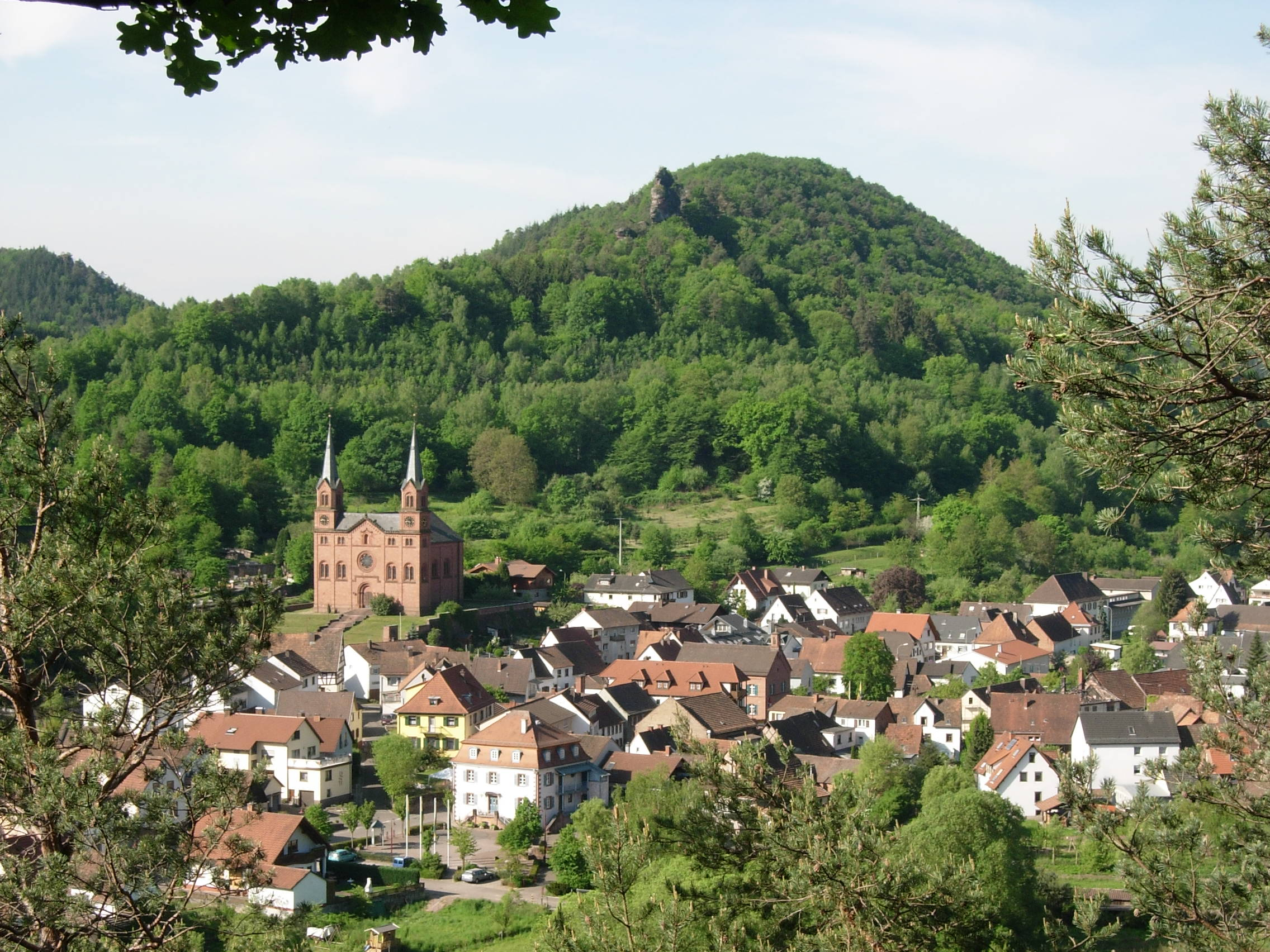
Wilgartswiesen unter der Falkenburg am Südrand der Frankenweide

Als Begriff entstand die Frankenweide, wie der Name anklingen lässt, schon in fränkischer Zeit, und zwar spätestens im 6. Jahrhundert. Damals war das Waldgebiet insgesamt noch unbesiedelt und wurde teilweise als Viehweide genutzt, hauptsächlich für Schweine und Ziegen. Als die vermutlich fränkischen Grafen von Leiningen im 12. Jahrhundert erstmals erwähnt wurden, oblag ihnen bereits die Verwaltung der Frankenweide. Im 13. Jahrhundert sorgte der zänkische Ritter Johannes von Wilenstein mehrmals für lokale Fehden. Nach ihm ist der Weiler Johanniskreuz benannt, wo er ein zur Eigentumsmarkierung dienendes Flurkreuz – angeblich widerrechtlich – in seinem Sinne verändern ließ. Das Kloster Otterberg besaß in der Frankenweide Weide-, Holz- und Fischrechte.
Obwohl vorübergehend auch das Wittelsbacher-Geschlecht von Pfalz-Zweibrücken Besitztümer und Ansprüche in der Frankenweide hatte, blieb das leiningische Oberamt auf der Falkenburg bei Wilgartswiesen verwaltungsmäßig zuständig. 1785 fiel dann die Frankenweide als Ganzes an Leiningen. In den 1790er Jahren, nach der Französischen Revolution, wurden die linksrheinischen deutschen Gebiete von Frankreich erobert; 1801 wurden sie formell annektiert und in den französischen Staat eingegliedert. Nach dem Wiener Kongress (1815) gelangte die Pfalz aufgrund des Vertrags von München 1816 an das Königreich Bayern, das – ab 1918 als Freistaat Bayern – bis nach dem Zweiten Weltkrieg die Verwaltung innehatte.
Im Laufe ihrer Geschichte büßte die Frankenweide immer wieder Teile ein, insgesamt etwa 100 km². Im Osten wurde im 12. Jahrhundert der Elmsteiner Wald abgetrennt, der beidseits des oberen Speyerbachtals liegt. 1304 schenkte König Albrecht von Habsburg die große Fläche im Südosten, die sich zwischen den Tälern von Wellbach und Eußerbach vom Landauer Forsthaus Taubensuhl im Norden bis zum Queichtal im Süden erstreckt, der Reichsstadt Annweiler; das Gebiet bildet heute den Annweiler Bürgerwald. 1602 wurde der Esthaler Wald im Nordosten dem Lehen Erfenstein zugeschlagen.

## Wirtschaft und Infrastruktur

### Besiedelung

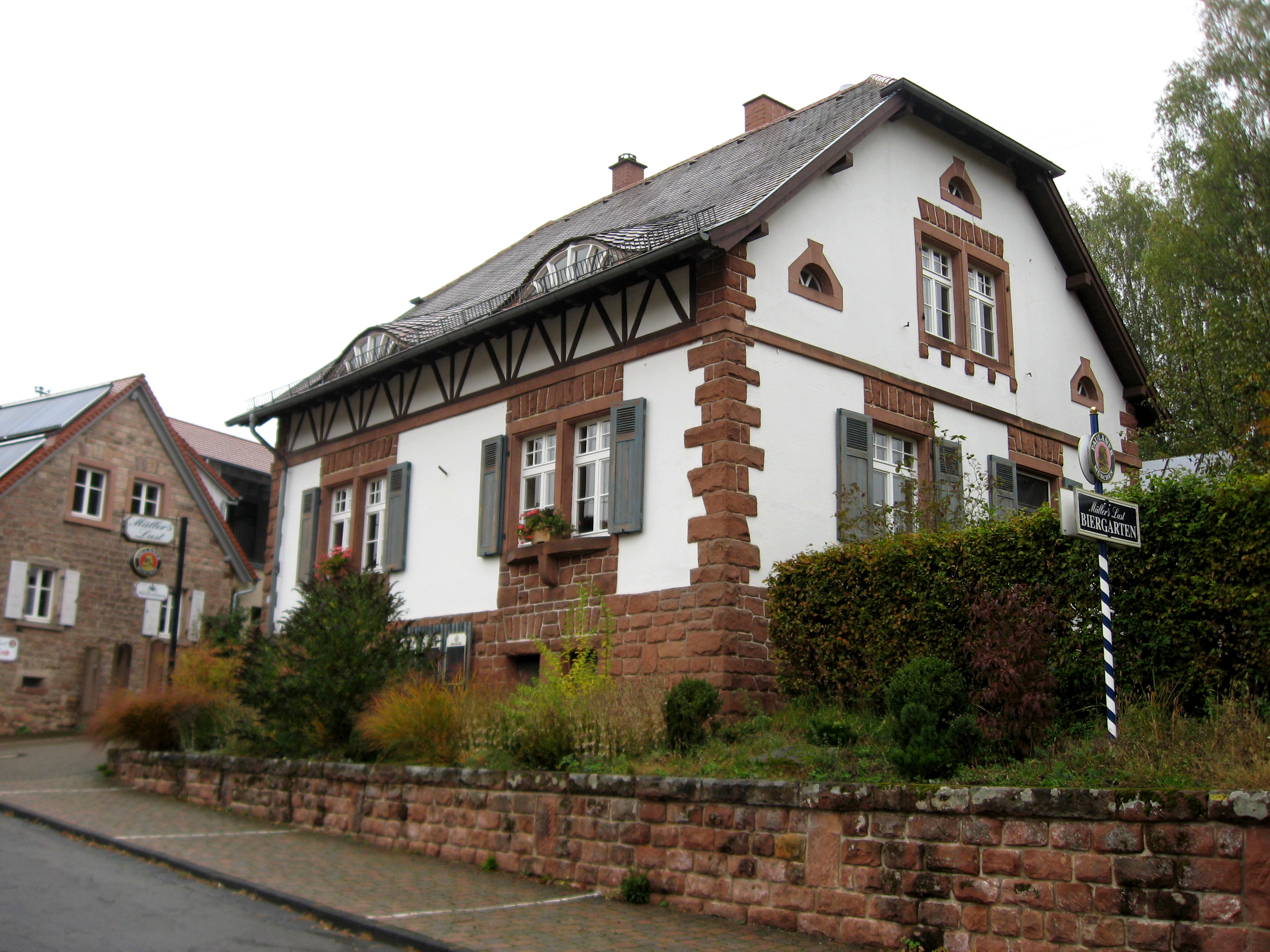
Denkmalgeschütztes Haus in Hofstätten

Als in der damals noch Lotharingien zuzurechnenden Pfalz etwa ab dem 9. Jahrhundert vermehrt Klöster eröffnet wurden, setzte von den Rändern des Pfälzerwalds her eine allmähliche Besiedelung ein, die jedoch die in der Kernzone liegende Frankenweide nicht erreichte. Lange Zeit war der vom Kloster Hornbach gegründete und bereits 828 erwähnte Hermersbergerhof der einzige Vorposten der Zivilisation. Im Laufe der Jahrhunderte wurden hie und da Forsthäuser und Köhlerhütten sowie – durch die leiningische Verwaltung – der Waldarbeiterstützpunkt Hofstätten errichtet, der 1379 erstmals nachweisbar ist. Ausgrabungen am Mosisbruch nahe dem Wellbachtal ergaben, dass hier vom 11. bis zum 14. Jahrhundert eine Ansiedlung bestanden haben muss. Die zu weit abseits liegende Verwaltung in Wilgartswiesen, zu dessen Gemarkung noch heute große Teile der Frankenweide gehören, konnte jedoch keine planmäßige Erschließung bewirken. Infolge des Dreißigjährigen Kriegs fielen in der ersten Hälfte des 17. Jahrhunderts auch noch die wenigen besiedelten Plätze öd. Erst um das Jahr 1785 wurde auf Veranlassung von Fürst Carl Friedrich Wilhelm von Leiningen-Hardenburg in der Unteren Frankenweide das Waldarbeiterdorf Waldleiningen angelegt.
Das Dorf blieb die einzige selbstständige Gemeinde auf der Frankenweide. Insgesamt leben heute auf der gesamten Frankenweide weniger als tausend Menschen.

### Verkehr

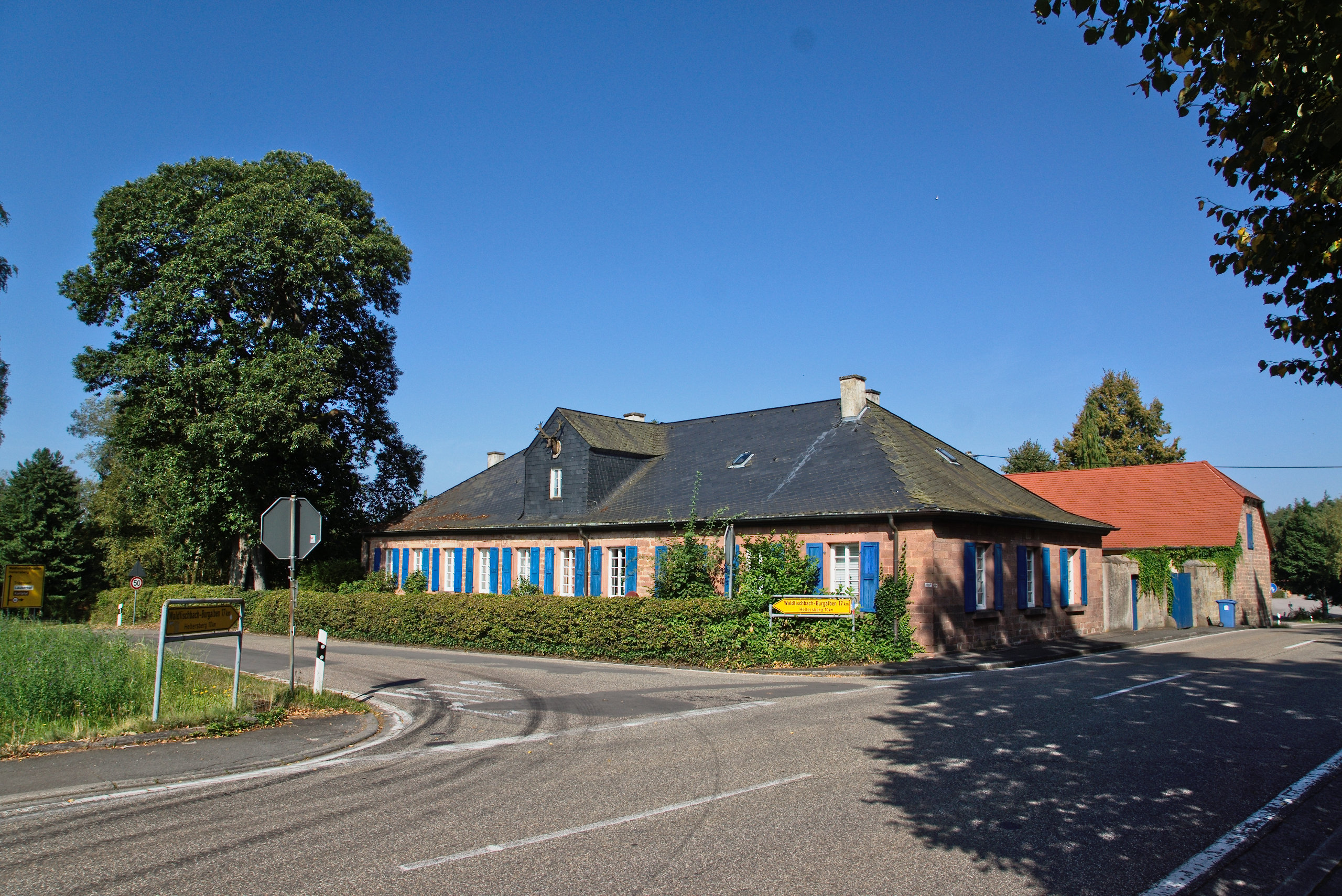
Altes Forsthaus in Johanniskreuz

Mit dem zentralen Verkehrsknotenpunkt Johanniskreuz stellte die Frankenweide schon in frühester Zeit ein Durchzugsgebiet für den Verkehr zwischen der Rheinebene und dem heutigen Lothringen dar. Damals, als Straßen möglichst über die Höhenzüge geführt wurden, zweigten von der Hauptachse Wege in Richtung der Klöster Weißenburg und Hornbach sowie zur Kaiserpfalz Kaiserslautern ab. Die Nordroute der Pfälzer Jakobswege durchquerte den Nordteil der Frankenweide, wo sie bei Johanniskreuz mit 470 m ihren höchsten Punkt hatte.
Heute noch folgen Wanderwege und Verbindungsstraßen vielfach den alten Wegverläufen. Allerdings ist die Frankenweide nun nicht mehr hauptsächlich in West-Ost-Richtung erschlossen, sondern über die kurvenreiche B 48, die von der B 10 im Süden durch das Wellbachtal nach Johanniskreuz ansteigt, das neben dem im Landauer Stadtwald befindlichen Fassendeich und dem zu Wilgartswiesen gehörenden Häusel zu den wenigen Siedlungspunkten auf der ganzen Strecke gehört, und dann zur B 37 bei Hochspeyer im Norden hinabführt.

### Freizeit und Tourismus

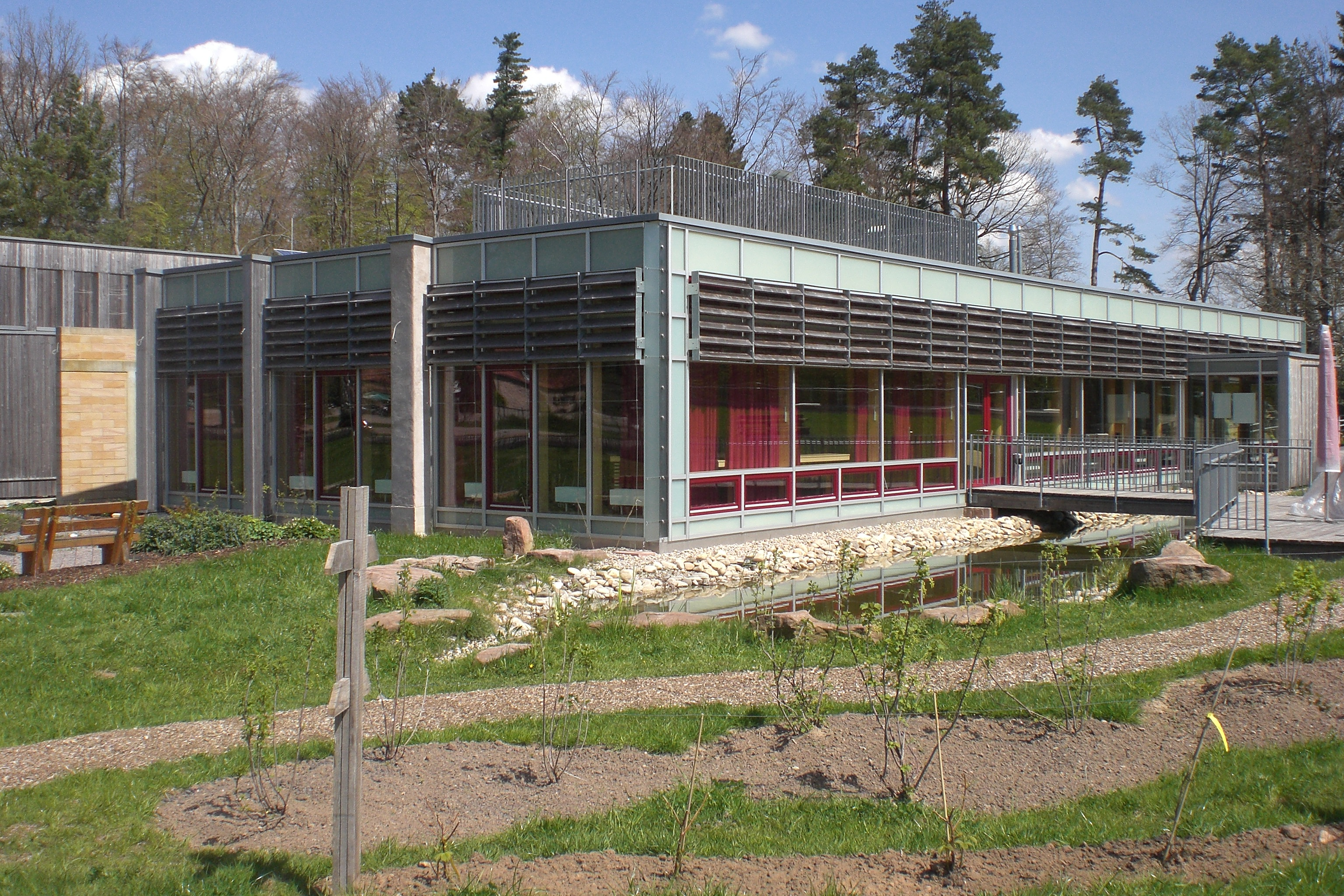
Haus der Nachhaltigkeit

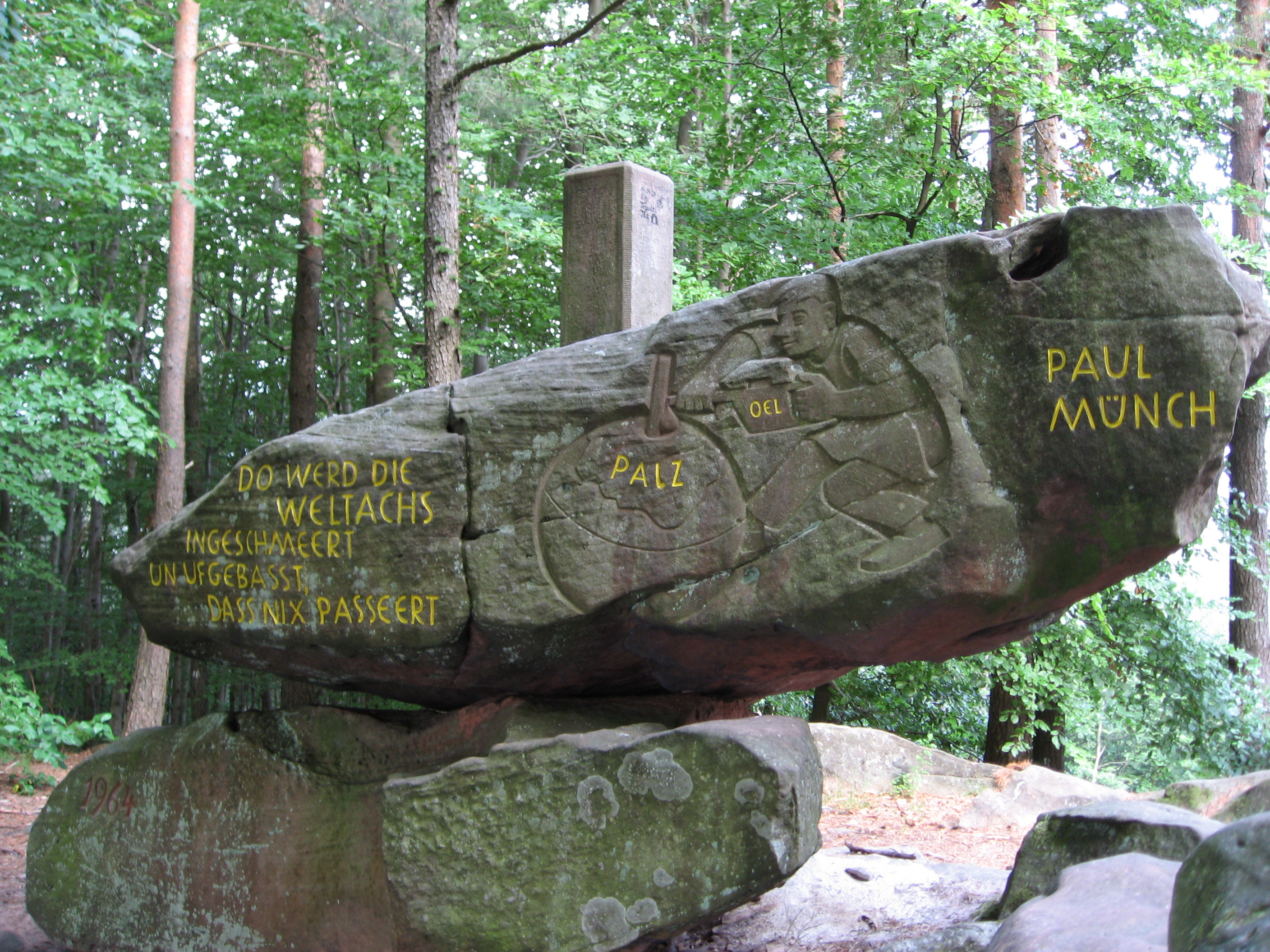
„Pälzer Weltachs“ auf dem Roßrück bei Waldleiningen

Die Hochebene mit ihren geschlossenen Wäldern ist ein Ziel für Wanderer. Sämtliche mit einem Kreuz markierten Fernwanderwege des Pfälzerwald-Vereins, die sternförmig über die gesamte Pfalz angelegt sind, treffen sich in Johanniskreuz im Herzen der Frankenweide. Auf dem Weißenberg und dem Eschkopf stehen Aussichtstürme. Für Mountainbiker sind Rundkurse durch die Frankenweide und das benachbarte Holzland ausgewiesen.
Johanniskreuz ist mit dem Haus der Nachhaltigkeit und seinen wenigen weiteren Häusern, zumeist Hotels und Gaststätten, touristisches Zentrum der Frankenweide. Der Pfälzische Katholikentag sowie Waldgottesdienste fanden hier statt, und an Sonntagen, zumal bei guter Witterung, treffen sich hunderte Motorradfahrer.
Beim 550 m hoch gelegenen Hermersbergerhof, dessen 6 km lange Zufahrtsstraße, die Kreisstraße 56, zwischen Wilgartswiesen und Hauenstein von der B 10 abzweigt und dann als schmale Fahrstraße über 10 km bis zur Landesstraße 496 (Leimen–Johanniskreuz) weiterführt, wird bei günstigen Schneeverhältnissen Wintersport betrieben. Weil die Winter immer milder werden, wurde der Skilift in den 1990er Jahren abgebaut, eine Rodelbahn ist jedoch weiterhin vorhanden.
Ein Anziehungspunkt für Touristen ist die in den 1860er Jahren auf dem 459 m hohen Kleinen Roßrück (⊙) bei Waldleiningen durch das Königreich Bayern installierte Landmarke, die im Volksmund den Namen Pälzer Weltachs bekam. Sie regte später den Heimatpoeten Paul Münch (1879–1951) zu seiner bekannten mundartlichen Gedichtpassage über ihre angebliche Schmierung an: 

„Do werd die Weltachs ingeschmeert un uffgebaßt, daß nix basseert.“

1964 wurde der Spruch in einen Steinblock bei der Landmarke eingemeißelt. Seitdem wird das Objekt alljährlich unter öffentlicher Anteilnahme, die den Charakter eines kleinen Volksfestes hat, auch tatsächlich „geschmiert“.